# Spangereid

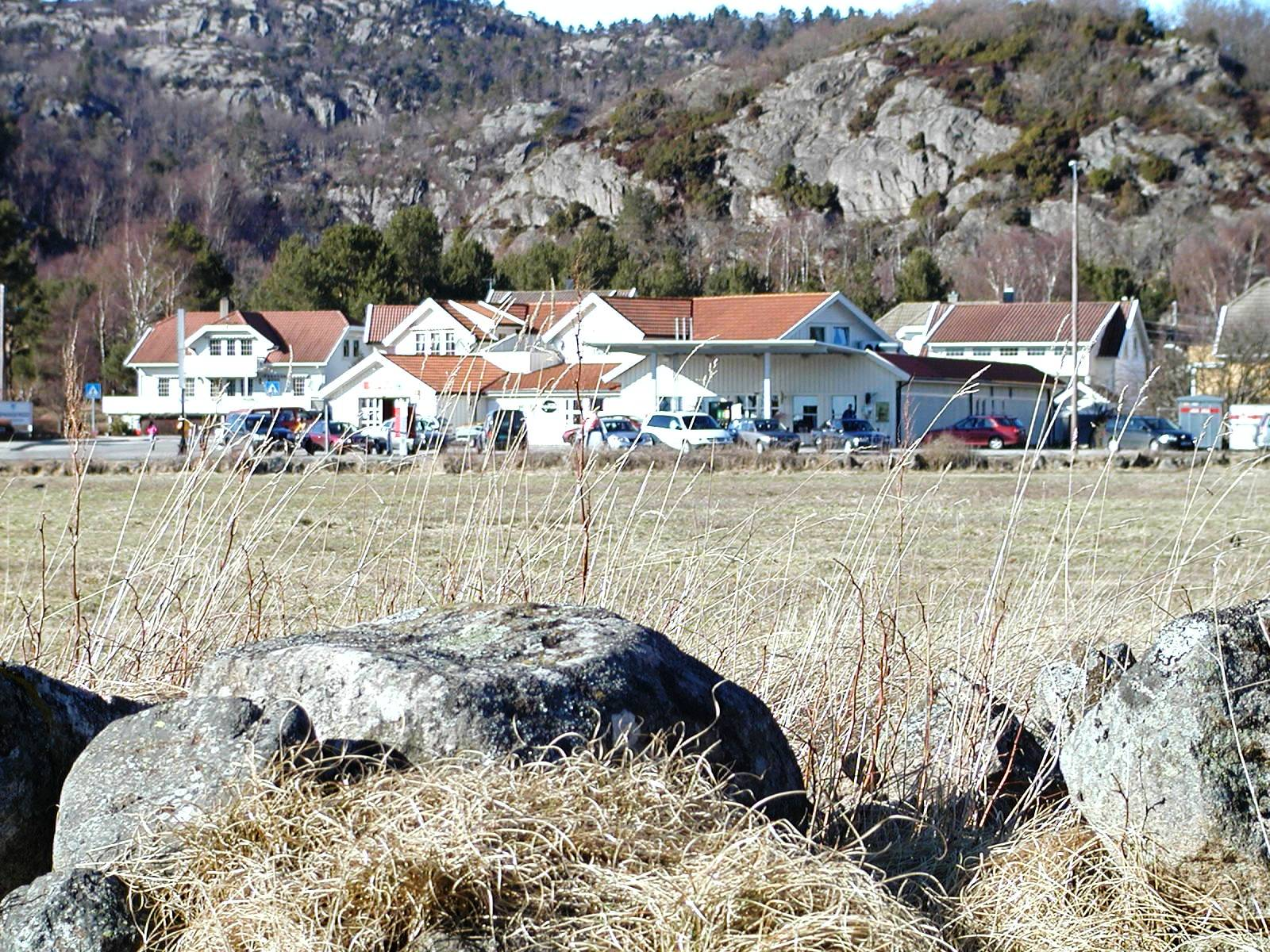
Blick vom Strand auf Spangereid-Høllen, dem „Zentrum“

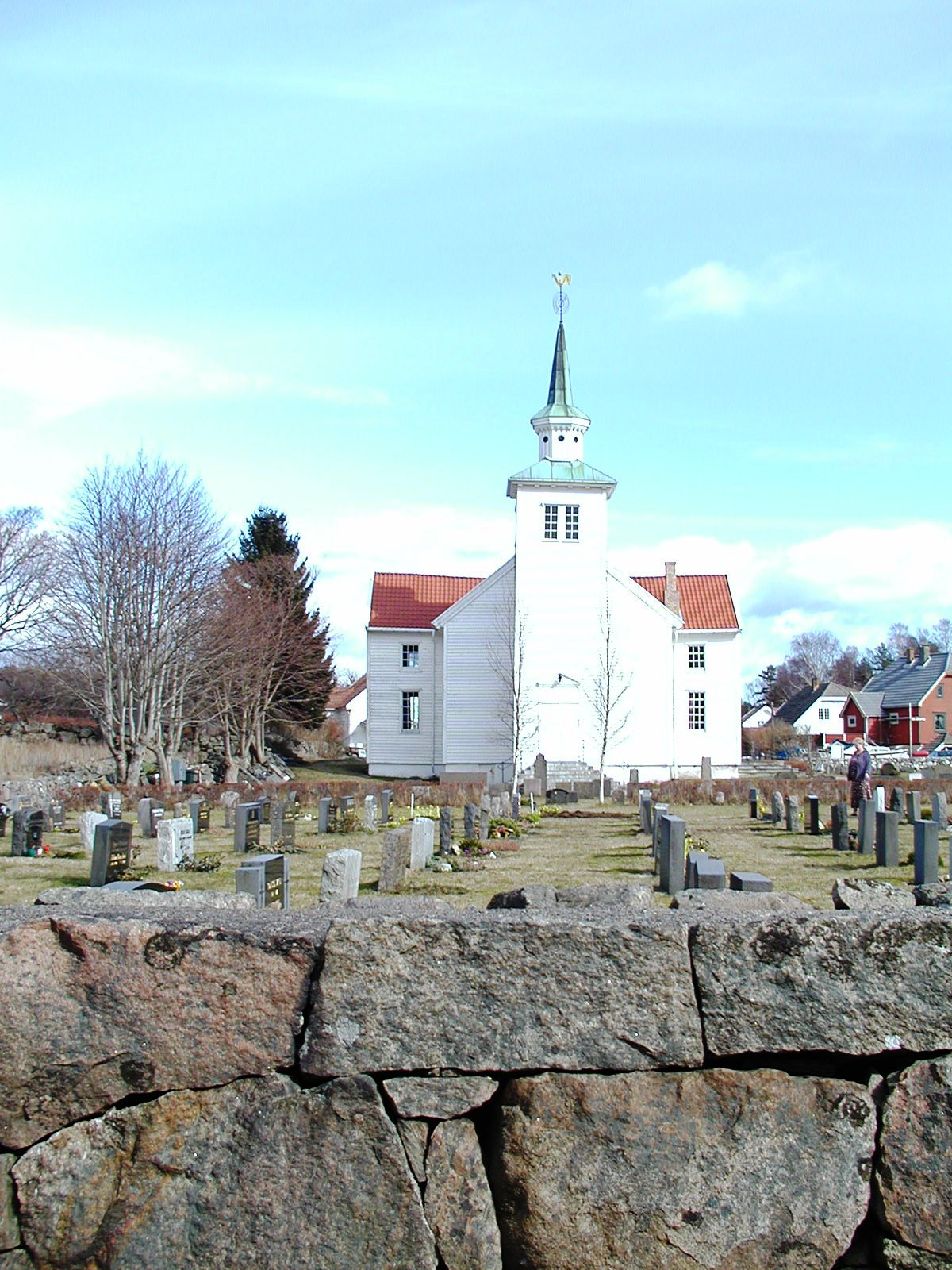
Die Kirche von Spangereid

Spangereid ist eine ehemals selbständige Kommune in Vest-Agder (Norwegen).

## Lage
Spangereid liegt zentral an dem Riksvei 460 zwischen Vigeland und dem Lindesnes fyr. Die nächstgrößeren Städte sind Lyngdal (12 km), Vigeland (15 km) und Mandal (25 km). Kristiansand mit Fährverbindung nach Dänemark und Deutschland ist nur 60 km entfernt, bis Stavanger sind es etwa 200 km.

## Geschichte
Spangereid war schon in der Zeit der Wikinger ein „Herrenhof“. Später war es ein solides Marktzentrum und gilt als eine der ältesten Siedlungen in Norwegen. Das Dorf ist heute übersät mit entsprechenden Relikten; besonders zu nennen ist eine militärische Anlage sowie ein Kanal. Dieser Kanal wurde am 4. Juli 2007 fertiggestellt und ermöglicht den Bootsverkehr wie zu Vikingerzeiten. Weiterhin sind noch Reste von mehreren großen Bootshäusern sowie eine Reihe Grabhügel erhalten. Spangereid besitzt außerdem eine der ältesten Kirche Norwegens in gemischter Stein- und Holzbauweise.
Ab 1839 bildete Spangereid zusammen mit Konsmo, Valle und Vigmostad das Audnedal (Undal) formannskapsdistrikt. 1844 wurde Audnedal nochmals in Sør- und Nord-Audnedal geteilt. Spangereid und Valle gingen zusammen in die Kommune Sør-Audnedal auf. Diese Kommune wurde 1897 wiederum geteilt – Valle behielt den Namen Sør-Audnedal, Spangereid war selbstständig bis 1964. Danach ging ein Großteil von Spangereid zusammen mit Sør-Audnedal und Vigmostad in der Kommune Lindesnes auf; der Teil westlich des Lenefjords wurde ein Teil von Lyngdal.

## Heute
Auch wenn Spangereid mit GE Healthcare (einem Röntgenmittelkontrastmittelhersteller) einen der größten Arbeitgeber in der Großregion hat, ist Spangereid selbst vor allem durch den Tourismus geprägt. Vor allem das Lindesnes fyr sowie die lachsreiche Audna ziehen jedes Jahr viele Menschen (besonders „Angeltouristen“) aus Nordnorwegen, Deutschland, Belgien und Holland an. 2006 sind mit dem Vikingland und dem barna dyre park (ein Kindertierpark) weitere Attraktionen speziell für Kinder hinzugekommen.
Der 2007 eröffnete Spangereidkanal enthielt seinen Namen in Anlehnung an den Ort.
Koordinaten: 58° 3′ N, 7° 8′ O